# Getap, Aragatsotn
Getap là một đô thị thuộc tỉnh Aragatsotn, Armenia. Dân số ước tính năm 2011 là 180 người.